# 陈宇 (政治人物)

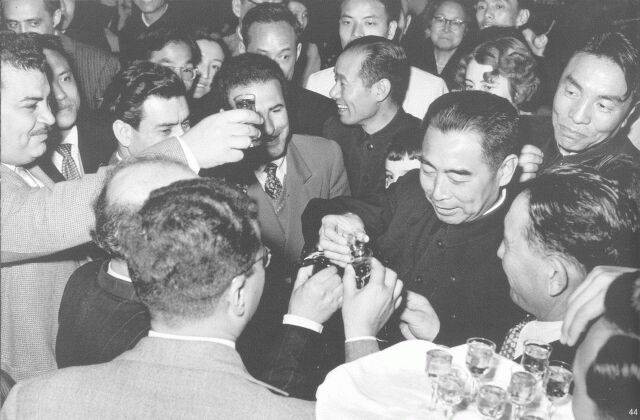
1956年国庆节，周恩来、赖若愚、陈宇在中南海勤政殿会见欧洲国家工会代表。

陈宇（1916年—），曾用名程寰海、程一宇、陈保和，浙江杭州人，中华人民共和国政治人物，中华全国总工会原副主席、书记处书记，第六、七届全国政协常委。